# ایولین بینساک
ایولین بینساک (انگلیسی: Evelyne Binsack؛ زادهٔ ۱۷ may ۱۹۶۷ (۵۷ سال)) کوهنورد، خلبان بالگرد، و راهنمای کوه اهل سوئیس است.